# Bird (film)
Bird je americký životopisný hudební film o jazzovém saxofonistovi Charliem „Birdu“ Parkerovi z roku 1988, který podle scénáře Joela Olianského režíroval a produkoval Clint Eastwood. Ve filmu hrají Forest Whitaker a Diane Venora. Je vystavěn jako montáž scén z Parkerova života, od jeho dětství v Kansas City až po jeho smrt ve věku 34 let.
Film se pohybuje tam a zpět v Parkerově historii a prolíná jednotlivé momenty, aby našel nějakou pravdu o jeho životě. Velká část filmu se točí kolem jeho jediného uzemňujícího vztahu s manželkou Chan Parkerovou (Venora), průkopníkem bebopu, trumpetistou a kapelníkem Dizzym Gillespiem (Samuel E. Wright), a jeho vlivu (jak hudebního, tak do světa závislosti na heroinu) na trumpetistu Reda Rodneyho (Michael Zelniker).
Navzdory vlažnému komerčnímu výkonu byl film kritikou přijat kladně, přičemž zvláštní chvála směřovala k výkonu Whitakera, pro něhož se film stal průlomovým. Na filmovém festivalu v Cannes 1988 získal cenu za nejlepší mužský herecký výkon a na 46. ročníku udílení Zlatých glóbů byl nominován na nejlepšího herce – filmové drama, zatímco Eastwood získal cenu za nejlepší režii. Cahiers du Cinéma zařadil film Bird na 5. místo svého žebříčku Top 10.

## Děj
V roce 1939 vystupuje mladý saxofonista Charlie „Bird“ Parker v Kansas City, ale jeho neobvyklý styl publikum nepřijímá. Později se přestěhuje do New Yorku, kde se seznámí s trumpetistou Dizzym Gillespiem. Společně rozvíjejí nový žánr – bebop.
Charlie potkává tanečnici Chan, která ho zprvu odmítá. Když se vrátí z Chicaga těhotná s jiným mužem, Charlie odjíždí do Los Angeles. Tam se jeho drogová závislost zhorší a skončí v léčebně. Po zotavení se vrací do New Yorku, kde ho Chan představí své dceři Kim. Vzniká slavný klub Birdland, pojmenovaný po Charliem, a on získává slávu i v Paříži.
Na jihu USA vystupuje s trumpetistou Redem Rodneym a oba čelí problémům – Red s heroinem, Charlie s rasismem a osobními démony. Přesto zazáří při slavnostním otevření Birdlandu. Chan a děti se k němu nastěhují, ale Charlie je zatčen za držení drog a přijde o možnost vystupovat v New Yorku. Vrací se do Los Angeles, ale po smrti své dcery Pree se psychicky zhroutí.
Po léčbě v psychiatrické léčebně se s Chan stěhují na venkov, ale Charlieho hudební kariéra uvadá. Když se vrátí do města na konkurz, zjistí, že jeho milovaná jazzová scéna zmizela. Místo konkurzu zamíří k baronce Nice, kde krátce nato umírá na infarkt ve věku pouhých 34 let.